# Marlis Grotheer-Hüneke
Marlis Grotheer-Hüneke (* 11. Januar 1951 in Erfurt) ist eine deutsche Juristin und war Politikerin (SPD) in Bremen. Sie war Mitglied der Bremischen Bürgerschaft. 

## Biografie

### Ausbildung und Beruf
Grotheer-Hüneke absolvierte nach dem Umzug der Familie von Thüringen nach Bremen (1958) das Gymnasium an der Hamburger Straße. Sie studierte Germanistik und Geschichte an der Universität Münster und Rechtswissenschaften an der Universität Bremen. Danach war sie 1983/84 als Rechtssekretärin beim Deutschen Gewerkschaftsbund (DGB) in Lingen (Ems) und Osnabrück beschäftigt. Seit 1984 war sie als selbstständige Rechtsanwältin in Bremen tätig. 
Nach ihrer Abgeordnetenzeit wirkte sie ab 1992 als  persönliche Referentin von Senator Volker Kröning (SPD) und als Bürgerbeauftragte beim Finanzsenator und wurde 1994 Referatsleiterin im Finanzressort in Bremen. 1998 wechselte sie als Ausschuss-Assistentin zum Wissenschaftlichen Dienst der Bremischen Bürgerschaft. Sie wurde 2003 Abteilungsleiterin für die Parlamentsdienste und Stellvertretende Direktorin der Bürgerschaftsverwaltung.
Sie ist mit Holger Hüneke verheiratet.

### Politik
Grotheer-Hüneke war von 1971 bis 1995 Mitglied der SPD in Bremen in den SPD Ortsvereinen Neue Vahr Süd, Schwachhausen - Nord und Borgfeld. Sie war bei den Jusos aktiv und in den 1980er Jahren Mitglied im SPD Unterbezirk Bremen-Ost.
Von 1983 bis 1991 war sie Mitglied in der Deputation für das Bildungswesen und vom 17. April 1986 bis zum 31. Dezember 1992 für die SPD Mitglied der Bremischen Bürgerschaft. 1991 kam sie in die Wirtschaftsdeputation.